# Moosseedorf
Moosseedorf (toponimo tedesco; fino al XIX secolo Seedorf) è un comune svizzero di 4 114 abitanti del Canton Berna, nella regione di Berna-Altipiano svizzero (circondario di Berna-Altipiano svizzero).

## Geografia fisica

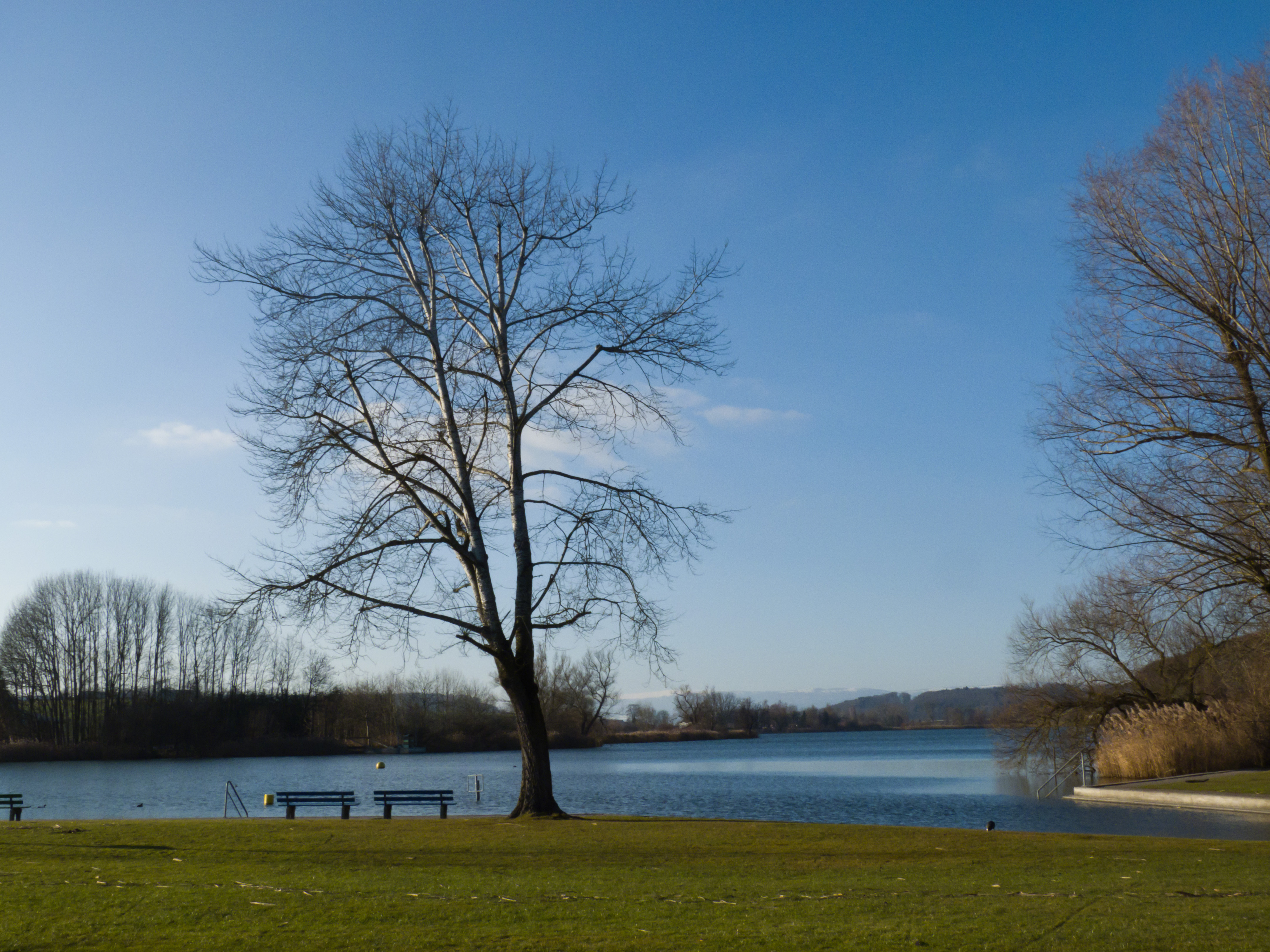
Il lago Moossee

Moosseedorf è situato a sud del lago Moossee, che dà il nome al comune. Ha un'area di 6,3 km²; di questa estensione, il 41,6% è riservato alla produzione agricola, il 26,2% è coperto da foreste, il 20,3% è edificato (case o strade) e il rimanente 1,9% è improduttivo.

## Storia
Le prime testimonianze della presenza dell'uomo nella zona risalgono al tardo Paleolitico (13500 a.C.). Moosseedorf viene menzionato per la prima volta nel 1242 come "Sedorf"; nel 1389 viene chiamato "Mossedorf" e nel XIX secolo ha cambiato denominazione in Moosseedorf per evitare confusione con Seedorf nella regione del Seeland, anch'esso nel Canton Berna.

## Monumenti e luoghi d'interesse

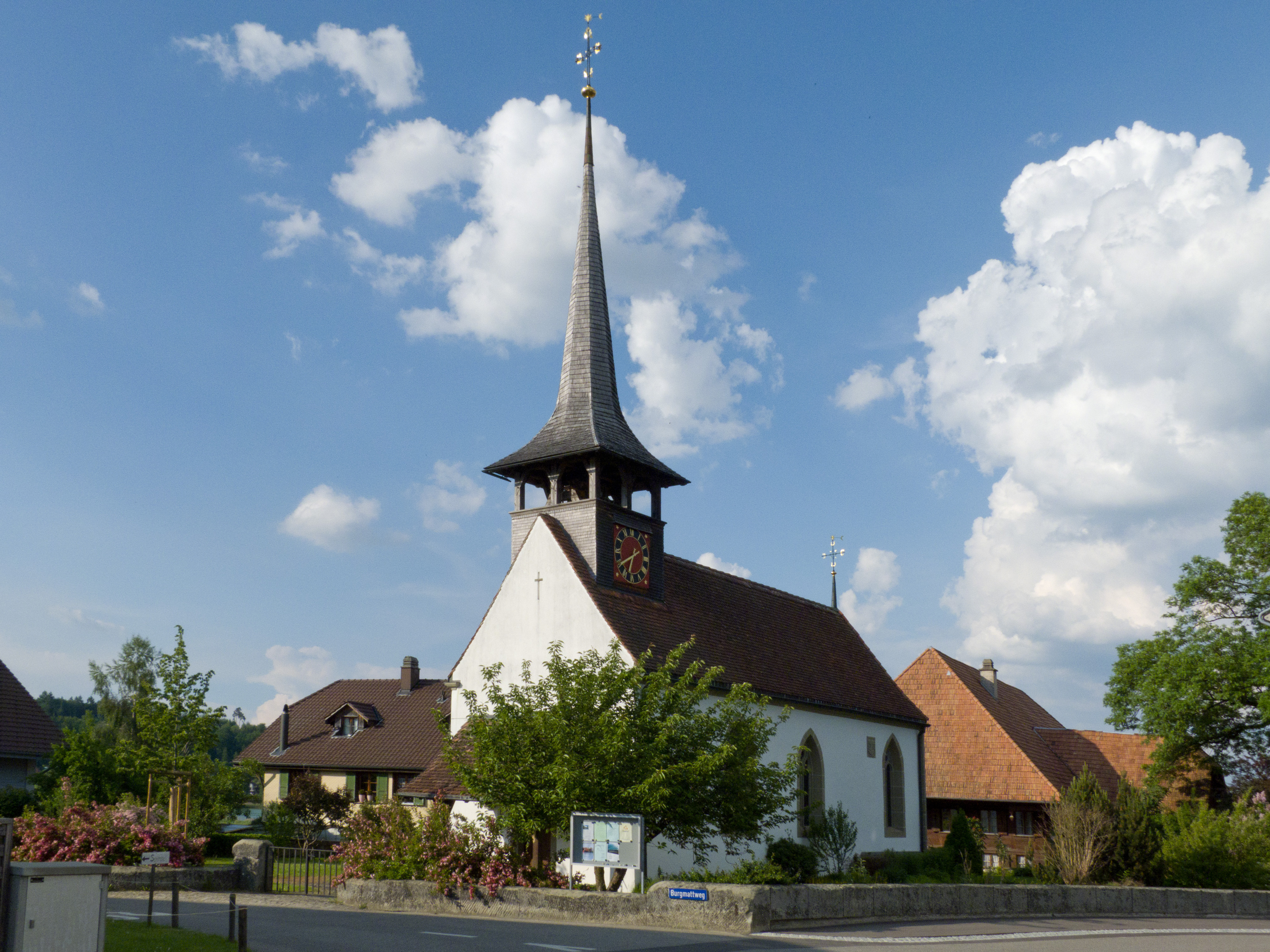
La chiesa riformata

- Chiesa riformata, attestata dal 1256 e ricostruita nel 1520-1525[1].

## Società
Al 2000, la popolazione era così distribuita: bambini e ragazzi fra 0 e 19 anni 23,5%, adulti tra i 20 e i 64 anni 67% e anziani (ultra 65enni) 9,5%. Il 73,3% della popolazione adulta ha completato l'istruzione superiore non obbligatoria.

### Evoluzione demografica
L'evoluzione demografica è riportata nella seguente tabella:
Abitanti censiti

### Lingue e dialetti
La lingua maggiormente parlata dalla popolazione è il tedesco (89,8%), il francese è al secondo posto con il 2,0% e l'albanese al terzo (1,5%).

## Economia
Il tasso di disoccupazione è del 2,17%. Al 2005, gli addetti del settore primario erano 57, con 15 aziende operanti nel settore; nel secondario i lavoratori erano 746, con 24 aziende. 2 806 persone erano impiegate nel settore terziario, con 129 aziende nel settore.

## Infrastrutture e trasporti

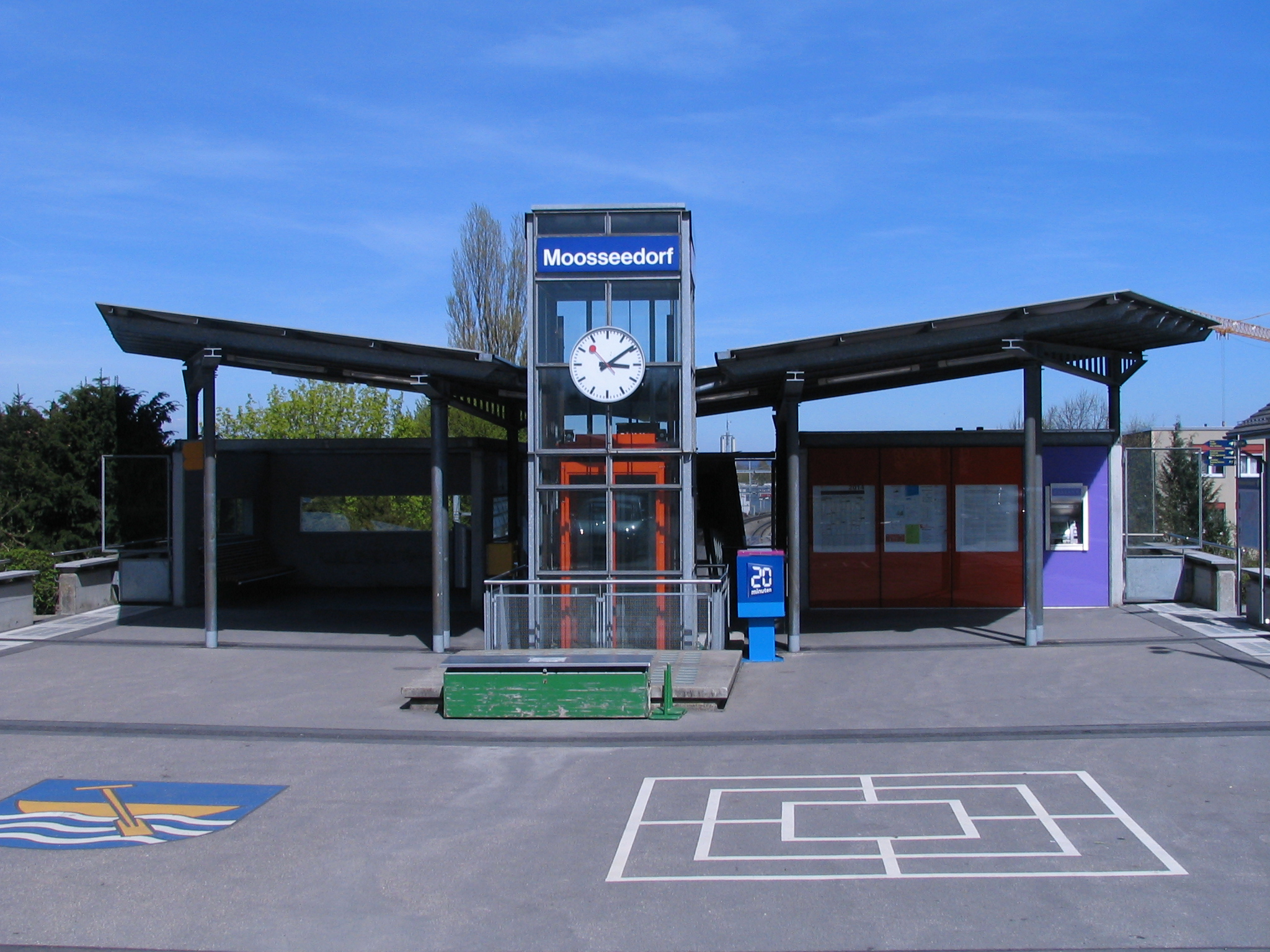
La stazione di Moosseedorf

Moosseedorf è servito dall'omonima stazione sulla ferrovia Soletta-Berna.

## Amministrazione
Ogni famiglia originaria del luogo fa parte del cosiddetto comune patriziale e ha la responsabilità della manutenzione di ogni bene ricadente all'interno dei confini del comune.